# Dawid Krysiak
Dawid Krysiak (ur. 24 lipca 1998 w Szczecinie) – polski piłkarz ręczny, lewoskrzydłowy, od 2014 zawodnik Pogoni Szczecin.

## Kariera sportowa
Wychowanego Kusego Szczecin. W 2014 otrzymał od Wojciecha Zydronia propozycję podjęcia treningów w Pogoni Szczecin, którą zaakceptował. W Superlidze zadebiutował 6 września 2014 w przegranym meczu z Vive Kielce (30:33), natomiast pierwszego gola zdobył 14 września 2014 w wygranym spotkaniu z Chrobrym Głogów (28:26). Debiutancki sezon 2014/2015 w Superlidze zakończył z 25 meczami i 24 bramkami na koncie.
W sezonie 2015/2016 rozegrał w Superlidze 28 meczów i zdobył 60 goli, a ponadto wystąpił w dwumeczu z węgierskim Csurgói KK w 2. rundzie Pucharu EHF, w którym rzucił dwie bramki. W sezonie 2016/2017 rozegrał w polskiej lidze 23 spotkania i zdobył 73 gole. W sezonie 2017/2018 wystąpił w 28 meczach, w których rzucił 104 bramki. W sezonie 2018/2019 rozegrał 30 spotkań i zdobył 78 goli.
W 2016 uczestniczył w mistrzostwach Europy U-18 w Chorwacji, podczas których w siedmiu meczach grał przez ok. 21 minut (najmniej w polskiej kadrze). W 2017 wziął udział w mistrzostwach świata U-19 w Gruzji, w których rozegrał siedem spotkań i zdobył 16 goli (skuteczność: 76%). W 2018 uczestniczył w mistrzostwach Europy U-20 w Słowenii, podczas których wystąpił w siedmiu meczach i rzucił 24 bramki.

## Statystyki
| Pogoń Szczecin                  | 2014/2015 | Superliga | 25  | 24  | 1   |
| Pogoń Szczecin                  | 2015/2016 | Superliga | 28  | 60  | 2,1 |
| Pogoń Szczecin                  | 2016/2016 | Superliga | 23  | 73  | 3,2 |
| Pogoń Szczecin                  | 2017/2018 | Superliga | 28  | 104 | 3,7 |
| Pogoń Szczecin                  | 2018/2019 | Superliga | 30  | 78  | 2,6 |
| Pogoń Szczecin                  | Razem     | Razem     | 134 | 339 | 2,5 |
| Stan na koniec sezonu 2018/2019 |           |           |     |     |     |